# Dossiers secrets
Dossiers secrets est le septième album de la série de bande dessinée Les Simpson, sorti le 19 août 2009, par les éditions Jungle. Il contient deux histoires : Les Simpson contre Thanksgiving et État de siège sur Evergreen Terrace.